# Oracle (álbum)
Oracle es el segundo álbum de estudio de Kittie, una banda canadiense conformada solo por mujeres. Fue lanzado en 2001.
El álbum debutó en el lugar #57 en la lista Billboard Top 200, vendiendo 30.000 copias.

## Lista de canciones
| N.º | Título                                | Escritor(es)                | Duración |  |
| 1.  | «Oracle»                              | Atfield, Lander, Lander     | 2:02     |  |
| 2.  | «Mouthful of Poison»                  | Atfield, Lander, Lander     | 4:38     |  |
| 3.  | «In Winter»                           | Atfield, Lander, Lander     | 5:32     |  |
| 4.  | «Severed»                             | Atfield, Lander, Lander     | 3:20     |  |
| 5.  | «Run Like Hell» (cover de Pink Floyd) | David Gilmour, Roger Waters | 4:09     |  |
| 6.  | «Pain»                                | Atfield, Lander, Lander     | 3:49     |  |
| 7.  | «Wolves»                              | Atfield, Lander, Lander     | 3:25     |  |
| 8.  | «What I Always Wanted»                | Atfield, Lander, Lander     | 3:43     |  |
| 9.  | «Safe»                                | Atfield, Lander, Lander     | 4:12     |  |
| 10. | «No Name»                             | Atfield, Lander, Lander     | 2:14     |  |
| 11. | «Pink Lemonade»                       | Atfield, Lander, Lander     | 10:37    |  |

## Personal
- Morgan Lander - vocalista, guitarra, piano
- Mercedes Lander - batería
- Talena Atfield - bajo
- Garth Richardson - productor